# Narvavägen
Narvavägen est une avenue de Stockholm (Suède).

## Situation et accès
Longue de 600 mètres, elle se situe dans le quartier d'Östermalm et relie l’avenue Strandvägen à la place Karlaplan.

## Origine du nom
L’avenue porte le nom de la ville de Narva, en Estonie, où s’est déroulée la bataille du même nom le 30 novembre 1700.

## Historique
Les travaux d’ouverture de l’'avenue commencent en 1884.

## Bâtiments remarquables
| Image | Nom                           | N°    | Type  |
| ----- | ----------------------------- | ----- | ----- |
|       | Beväringen 5                  | 1     |       |
|       | Bajonetten 1                  | 2     |       |
|       | Bajonetten 2                  | 4     |       |
|       | Église d'Oscar                | 6     |       |
|       | Stallmästaren 4               | 8     |       |
|       | Musée historique de Stockholm | 13    |       |
|       | Palais Broms                  | 26    | [ 3 ] |
|       | Bocanderska husen             | 30-32 |       |
|       | Strindbergshuset              | 34    |       |
|       | Harpan 24 et 25               | 35    |       |

## Galeries

Narvavägen hier
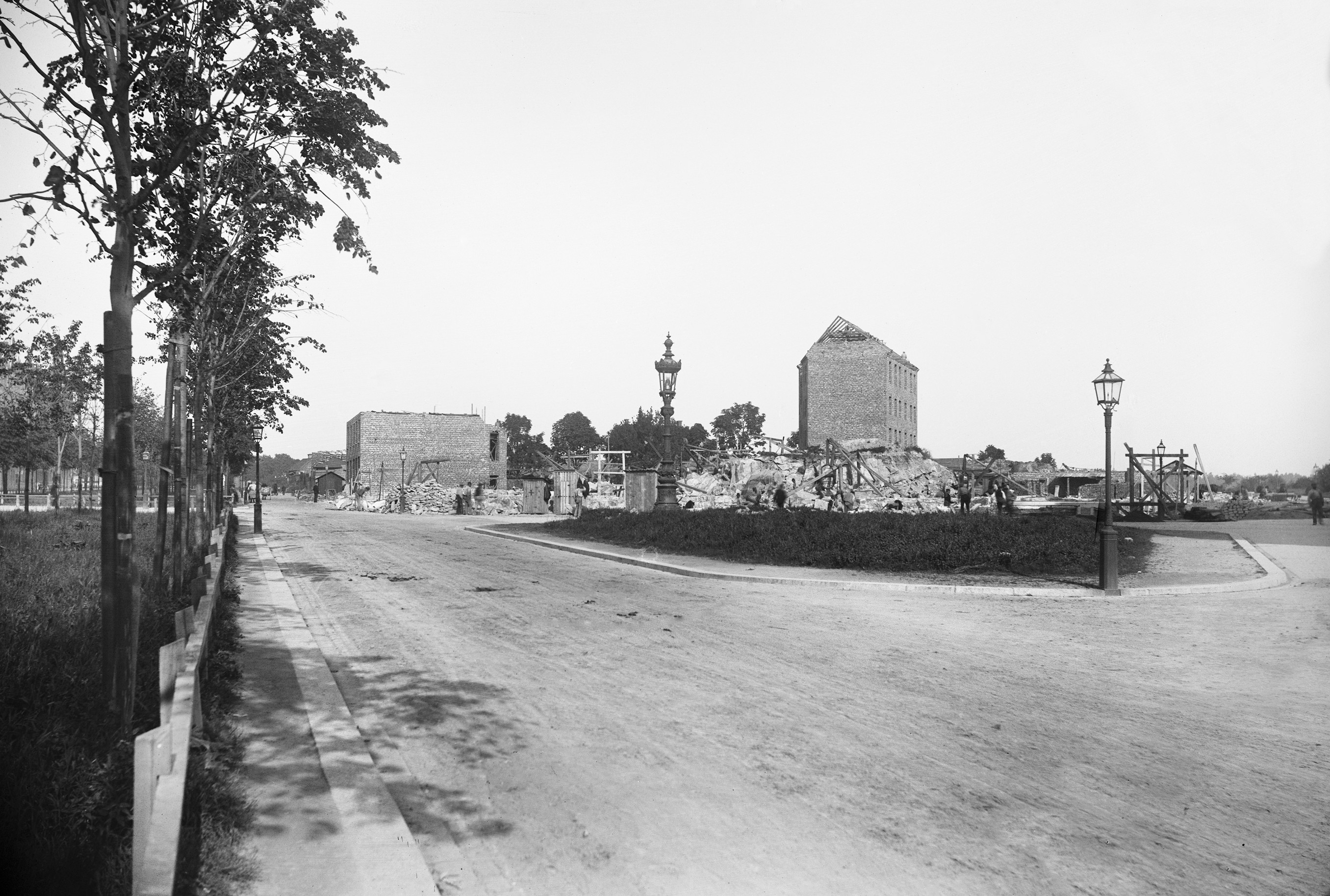
Narvavägen en 1895.
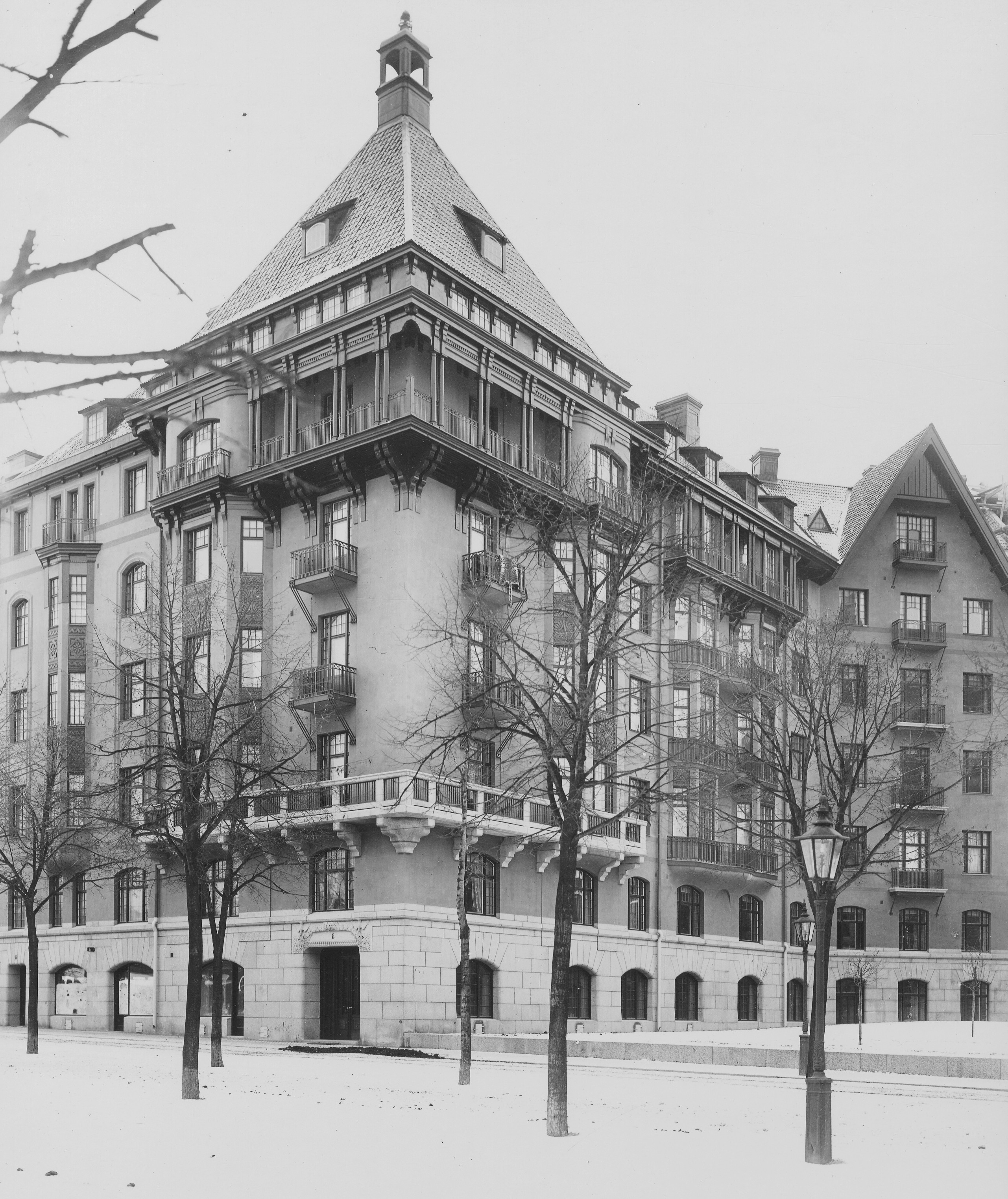
Le no 8 en 1910.

Narvavägen aujourd’hui
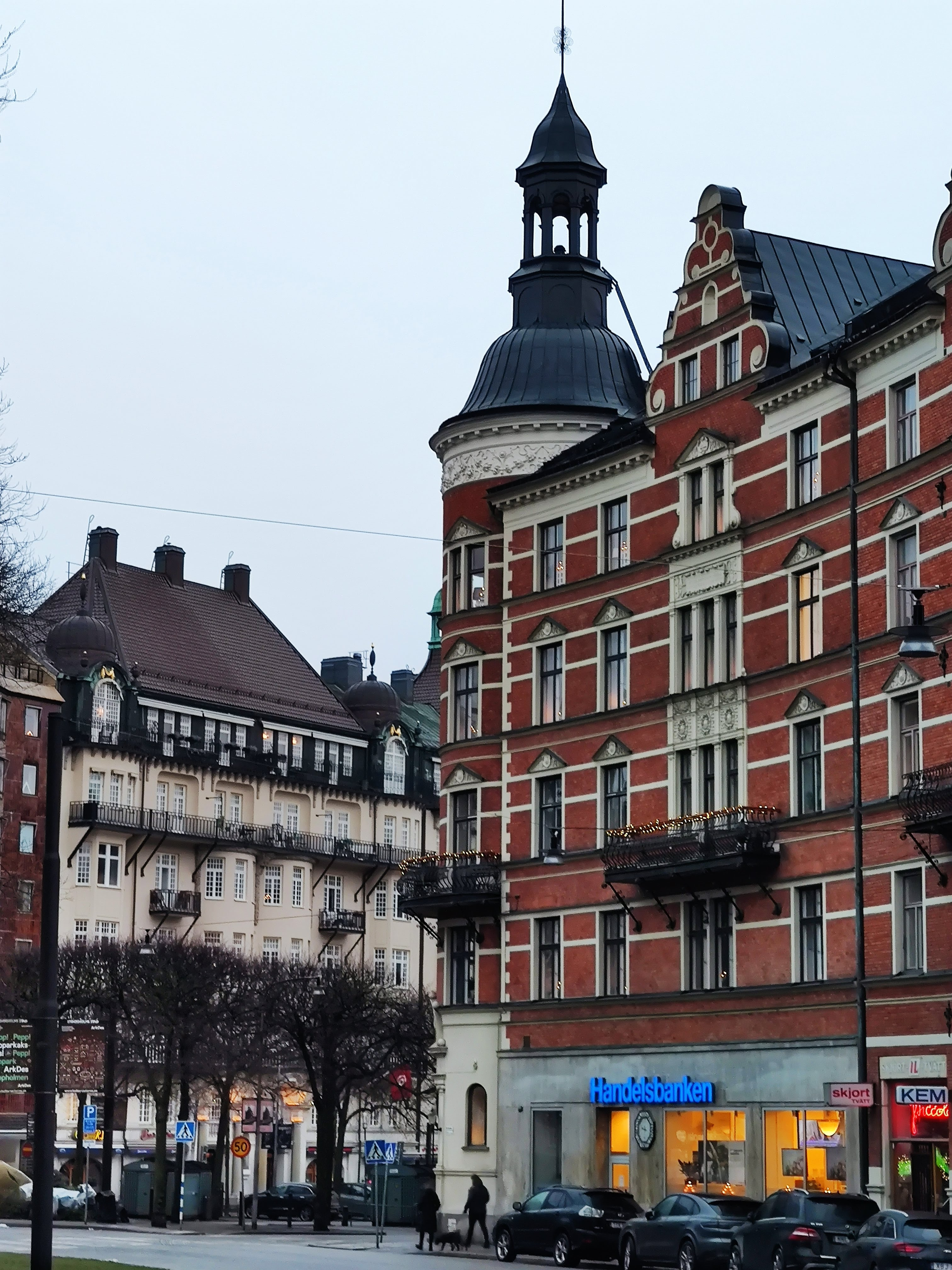
À l’angle de Karlaplan.
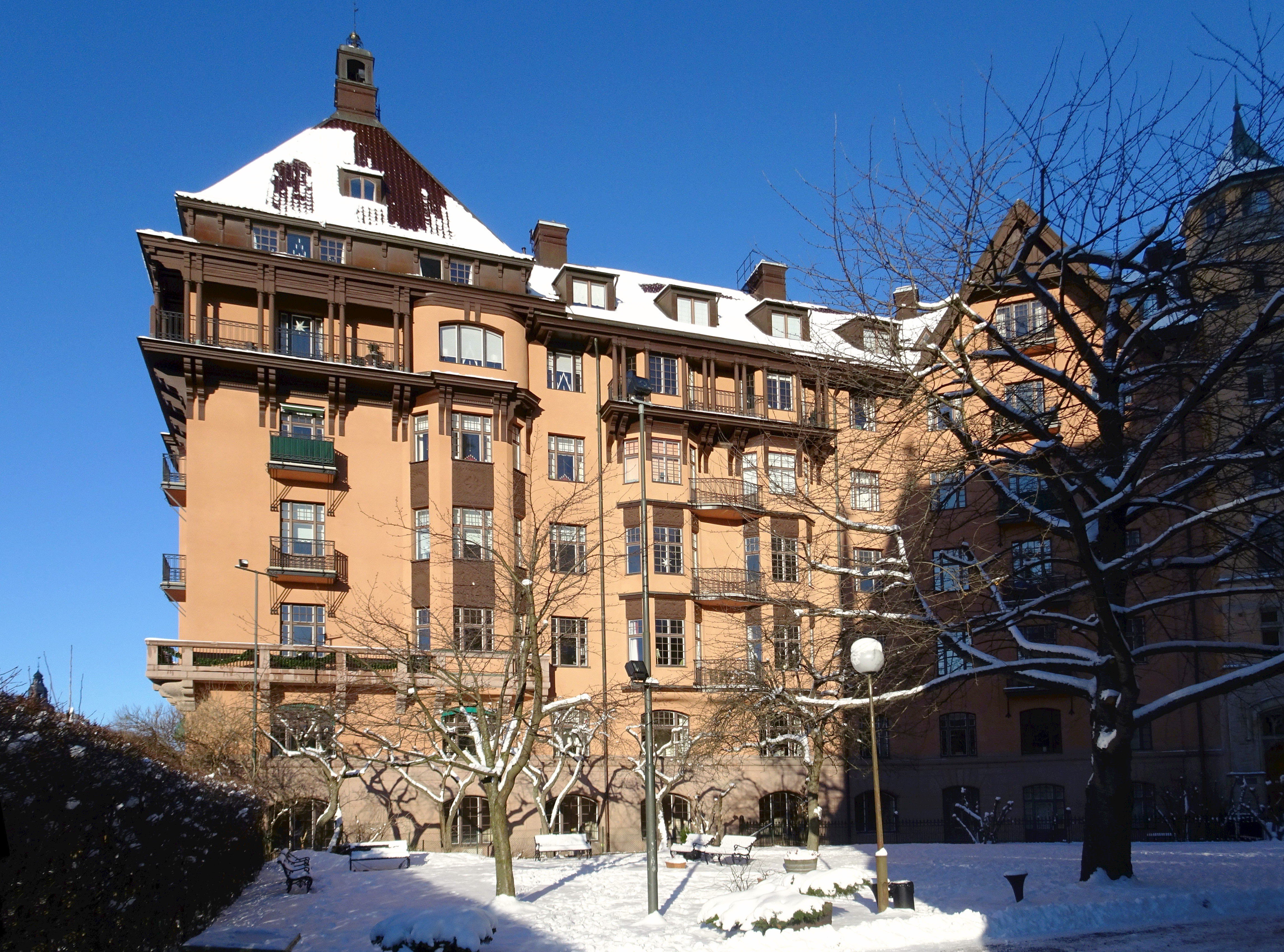
No 8.
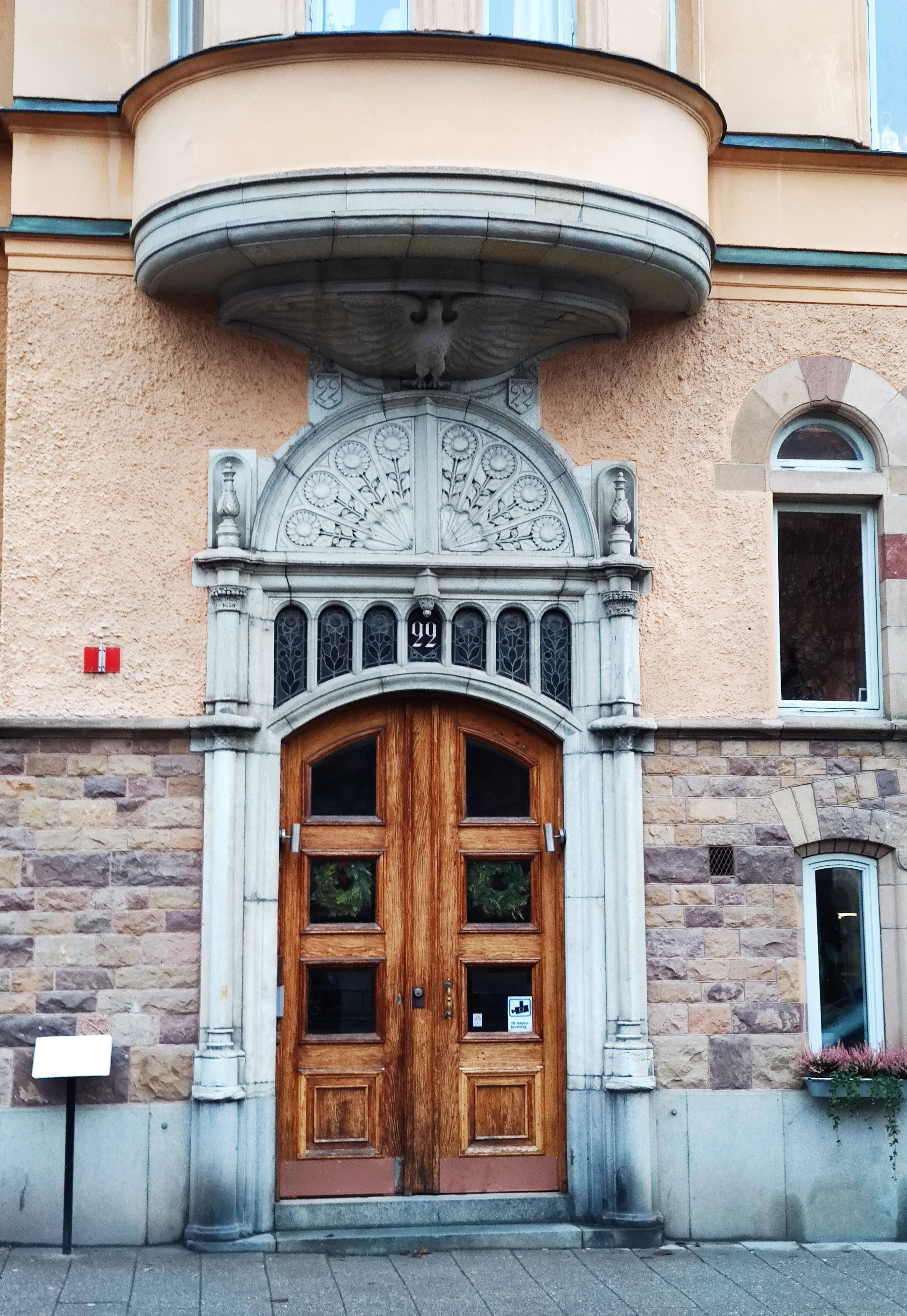
No 22.
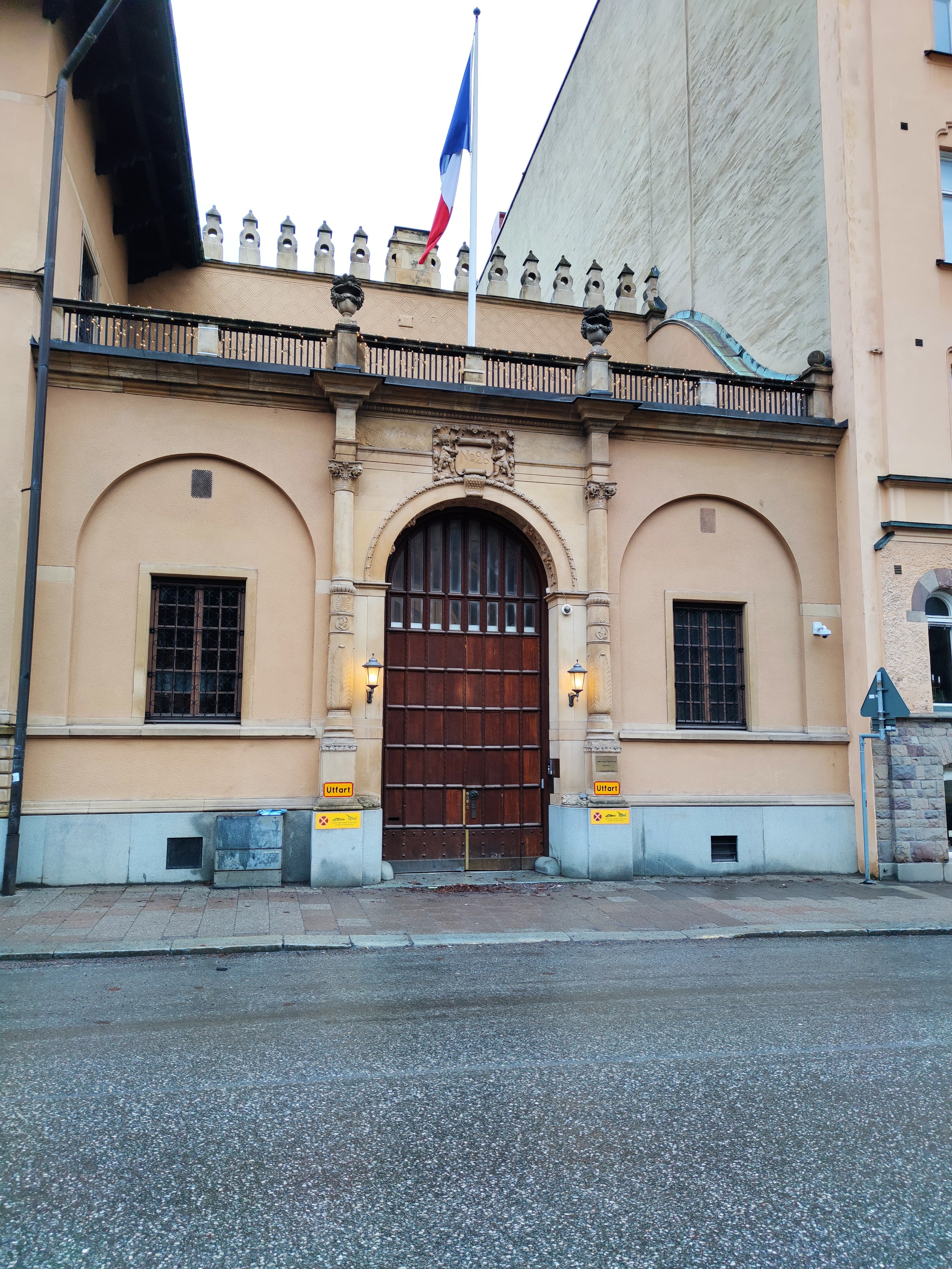
No 26 : entrée, surmontée du drapeau français.